# Храм Юпитера (Сплит)

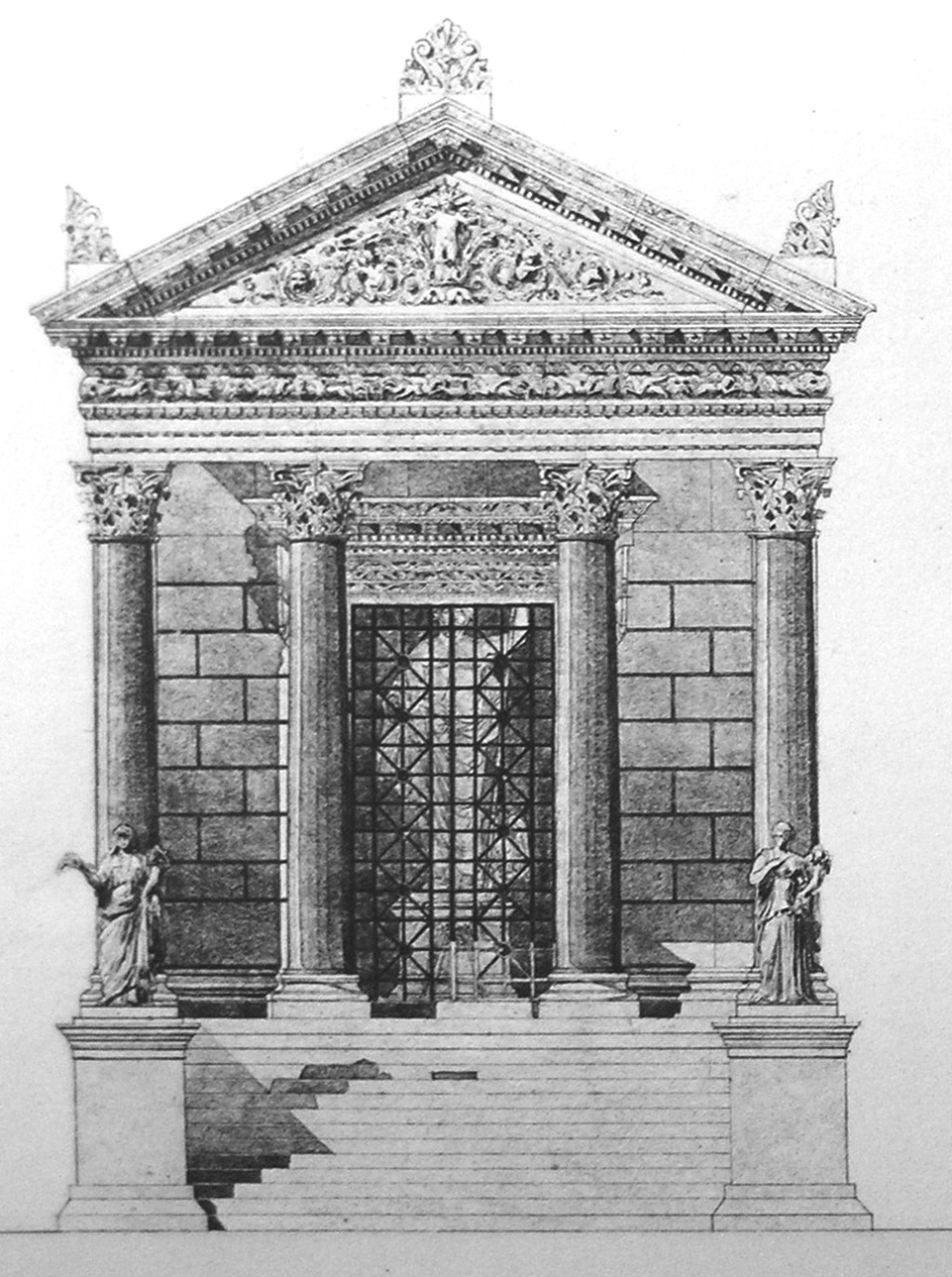
Предполагаемый вид храма в античный период. Рисунок 1912 года.

Юпитеров храм (хорв. Jupiterov hram) — сохранившийся римский храм, часть Диоклетианова дворца в Сплите, объекта Всемирного наследия.
Храм был построен в 295—305 гг н. э. императором Диоклетианом и был посвящён Юпитеру. Вход в храм украшали два сфинкса, сделанные по специальному заказу. Само строение было расположено в западной части комплекса рядом с Перистилем. В 305 году Диоклетиан покинул пост императора и строительство храма было прекращено.
Позже, с приходом христианства в Далмацию, храм был переоборудован в баптистерий, а крипта получила имя в честь Святого Фомы. В XI веке была сооружена колокольня, разобранная в 1840-х гг. Внутри храма расположены гробницы, где были похоронены местные архиепископы Иоанн и Лавр (Ловро); также сохранилась статуя Святого Иоанна.

## Галерея

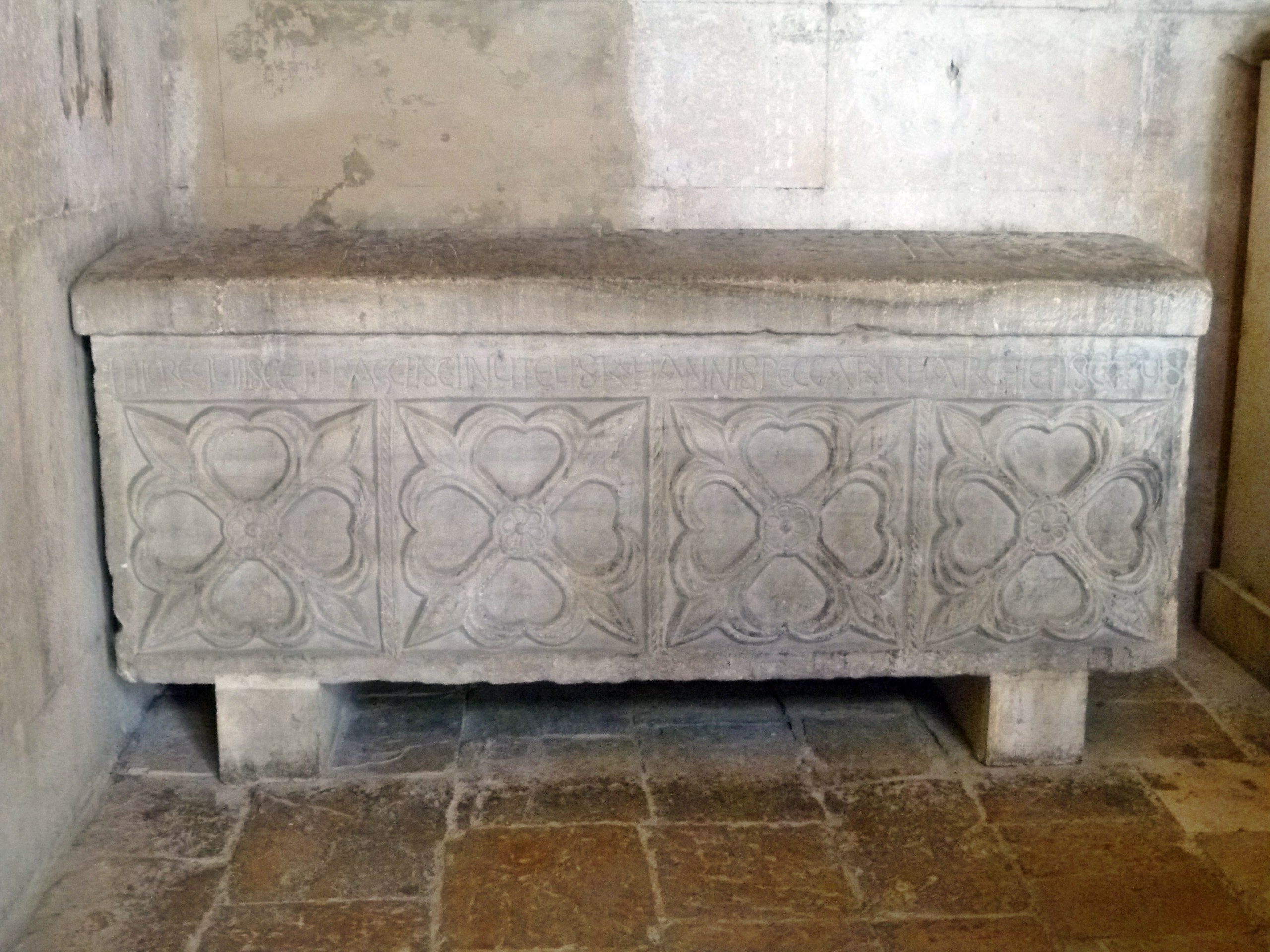
Саркофаг Ловрена
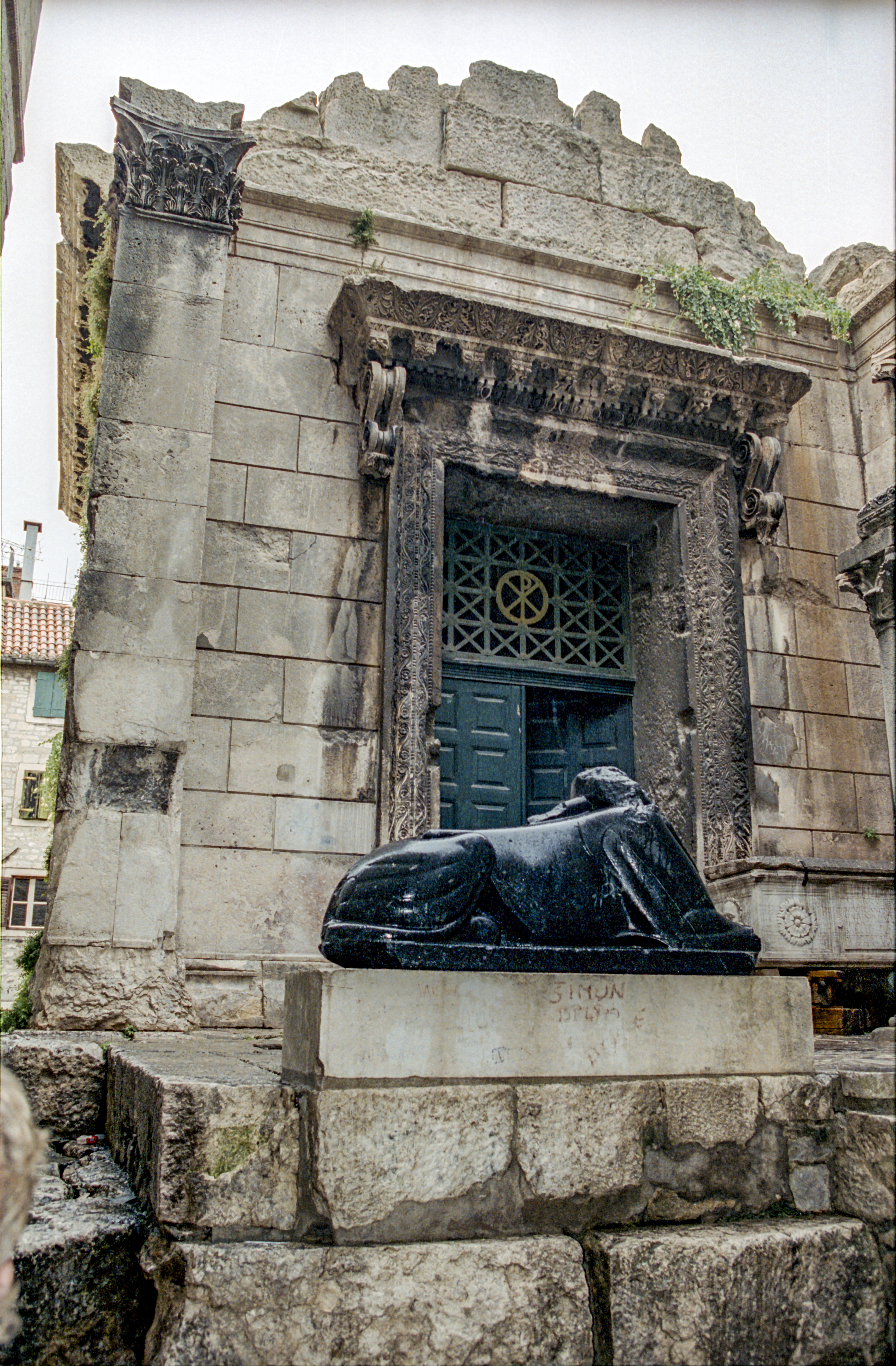
Безголовый сфинкс перед входом в древнеримский храм, сегодня христианская часовня
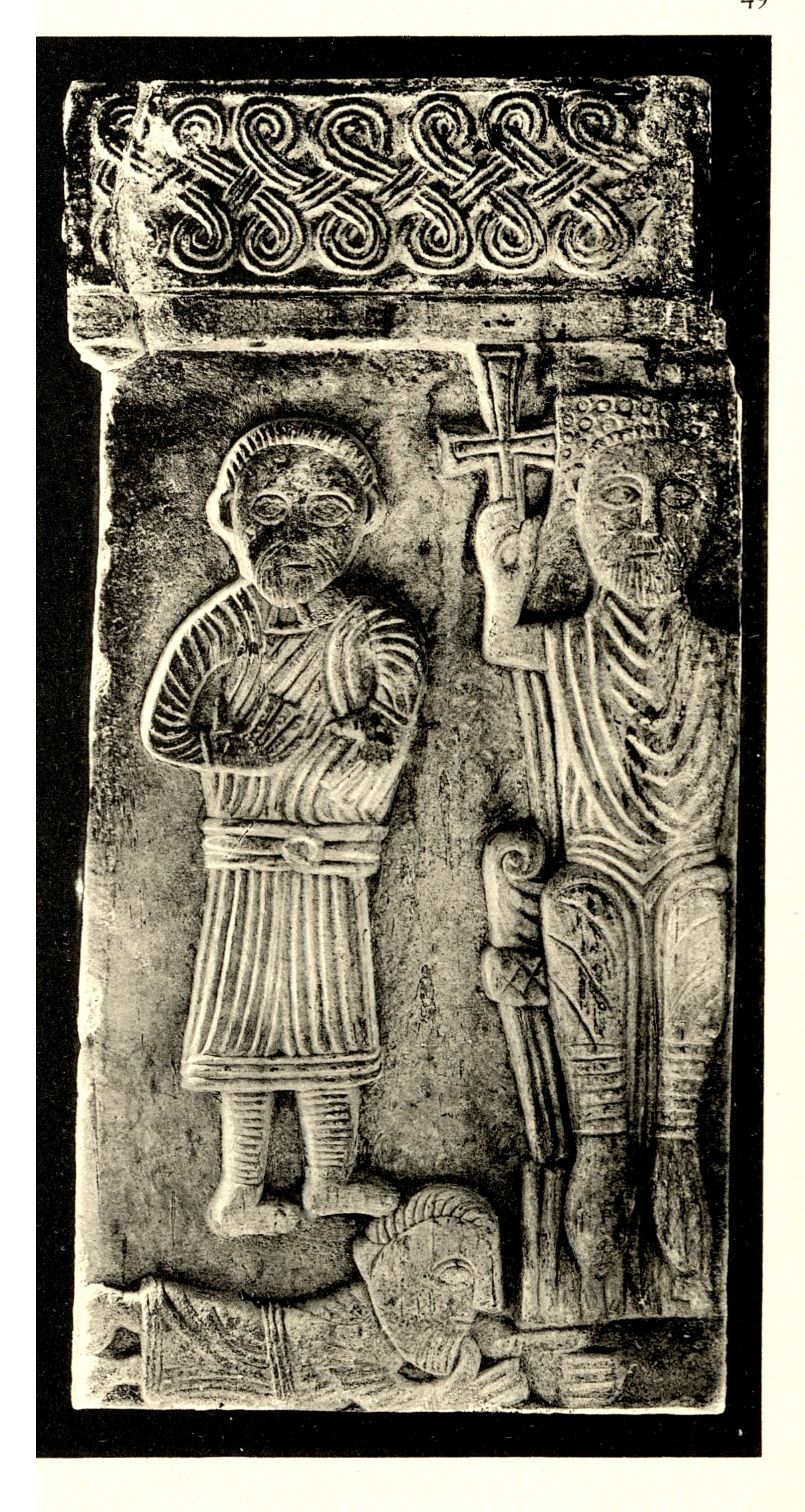
Дороманская мраморная табличка с изображением хорватского короля
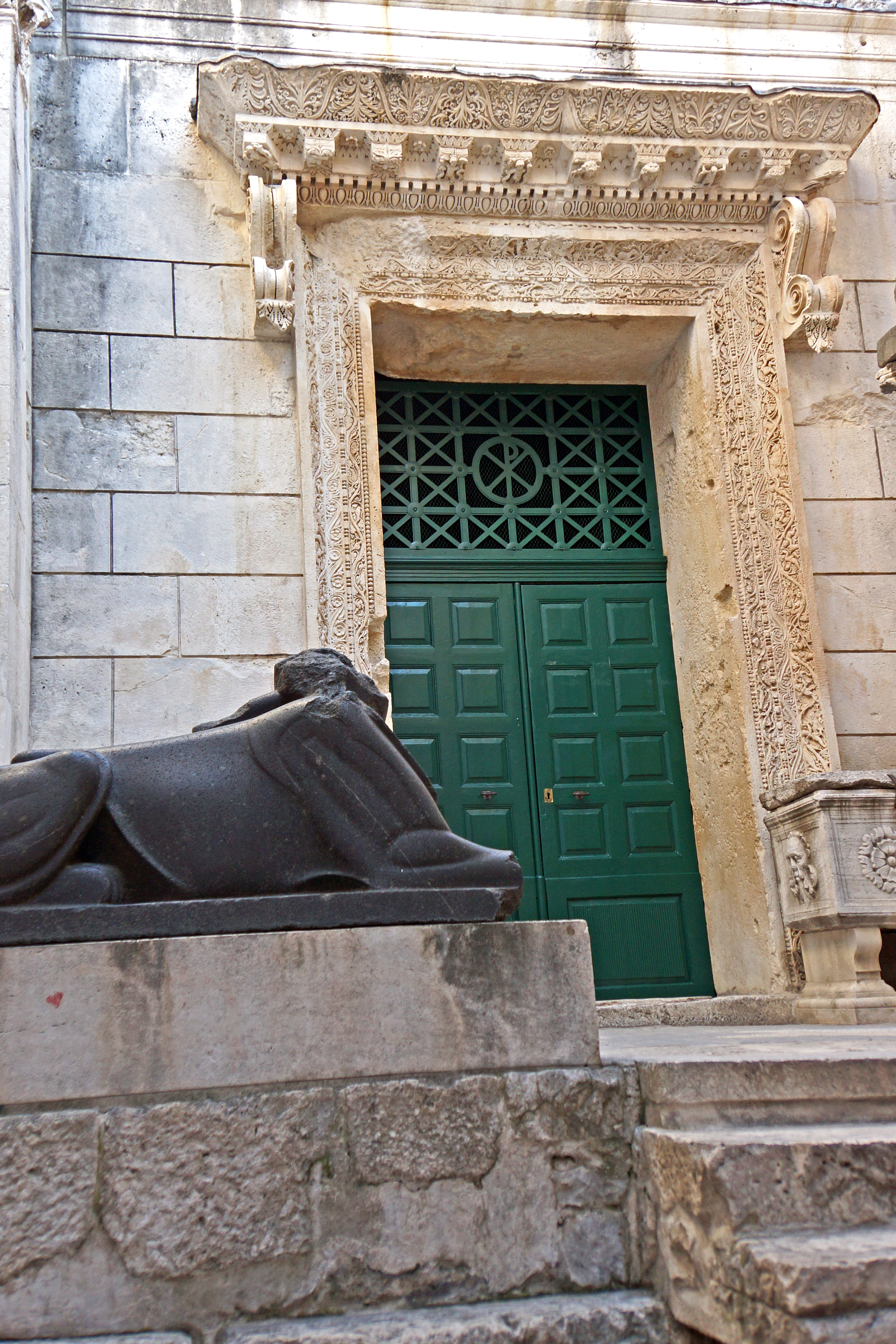
Сфинкс перед входом
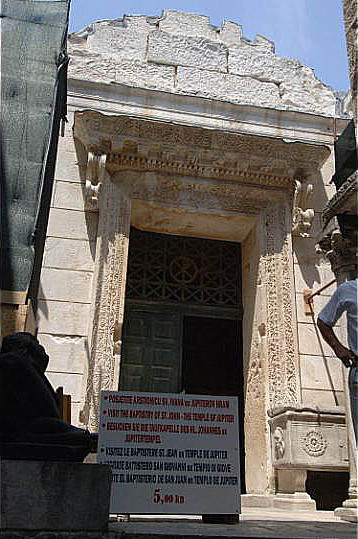
Вход в храм
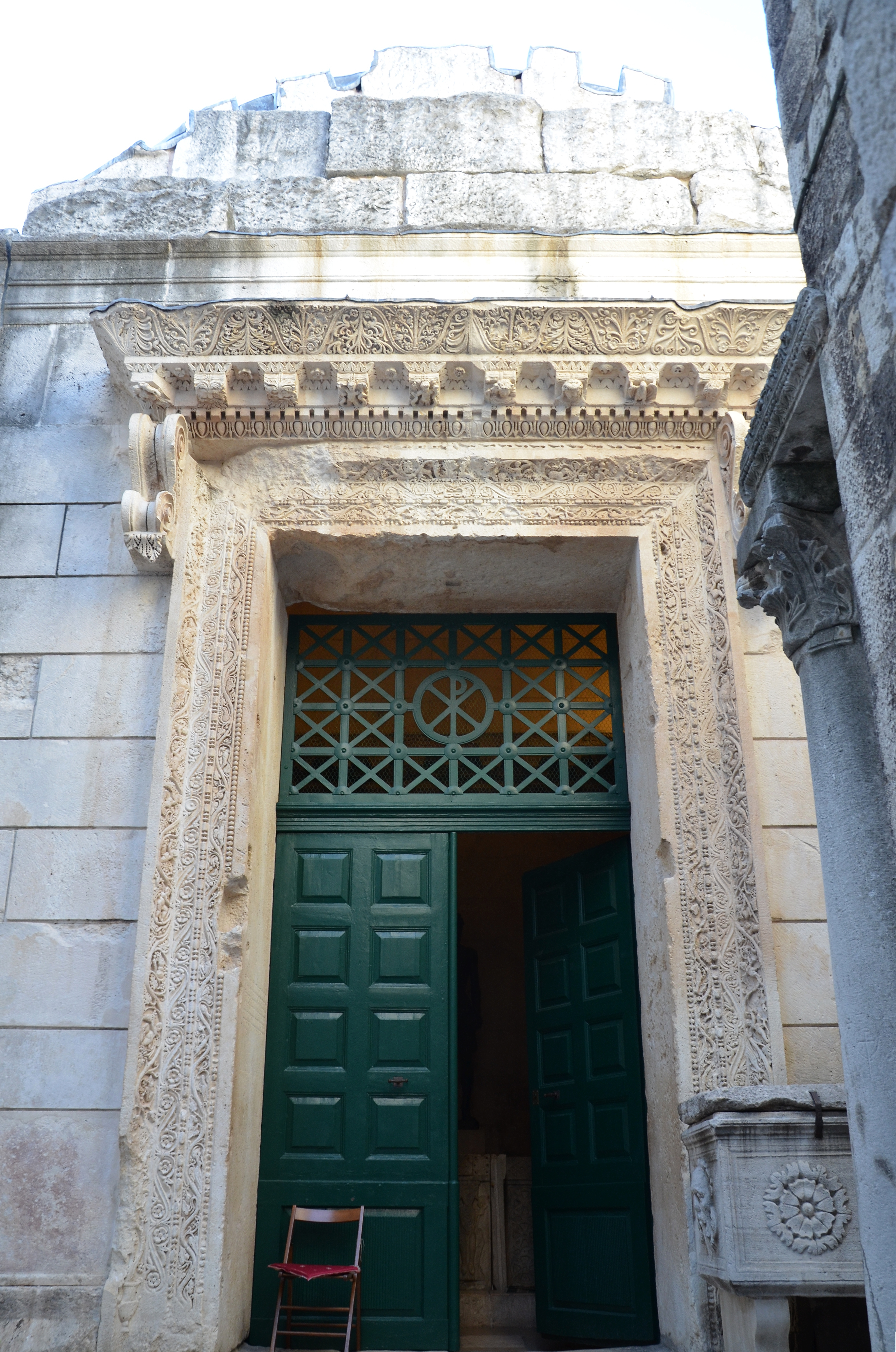
Храм Юпитера
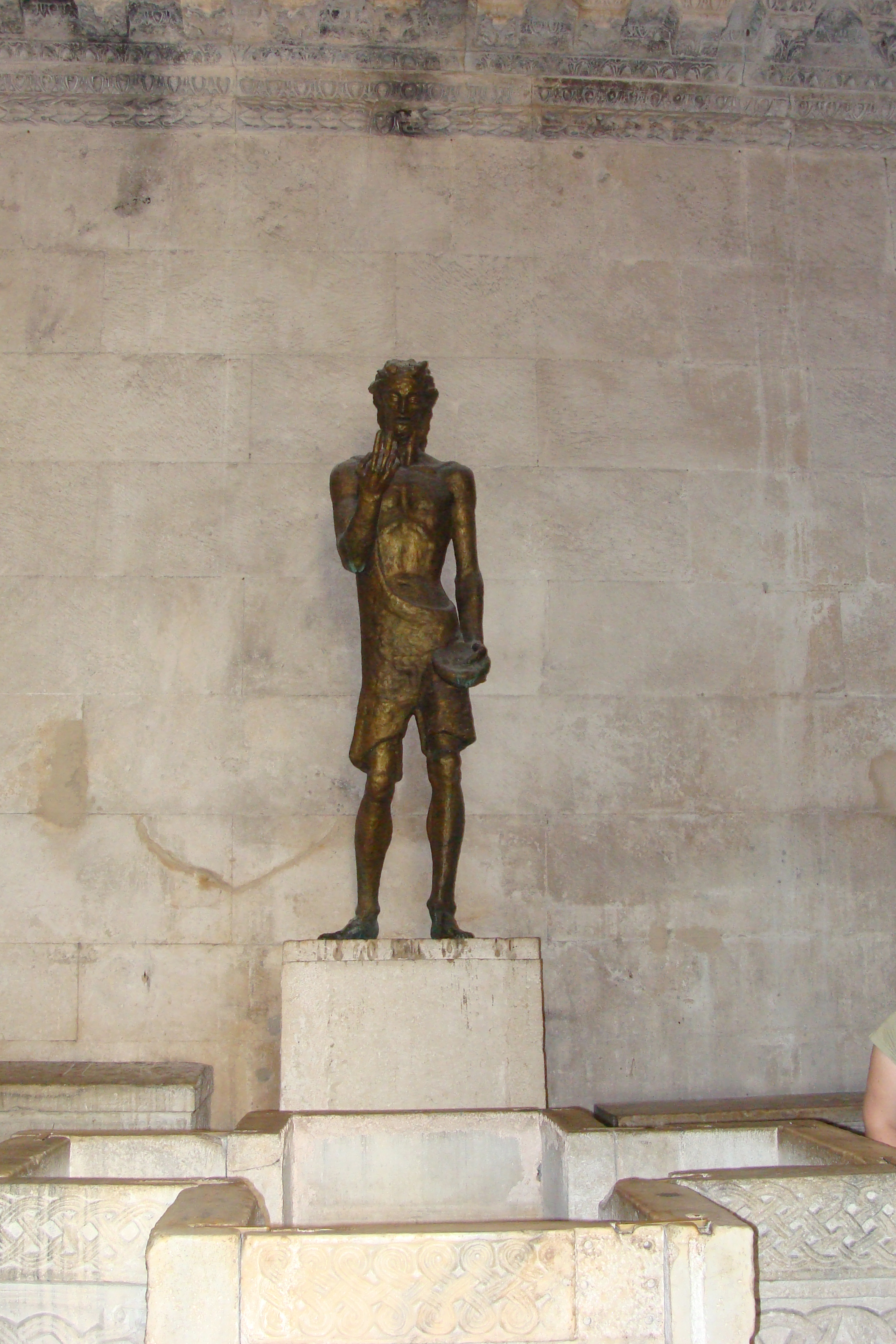
Бронзовая статуя Святого Иоанна
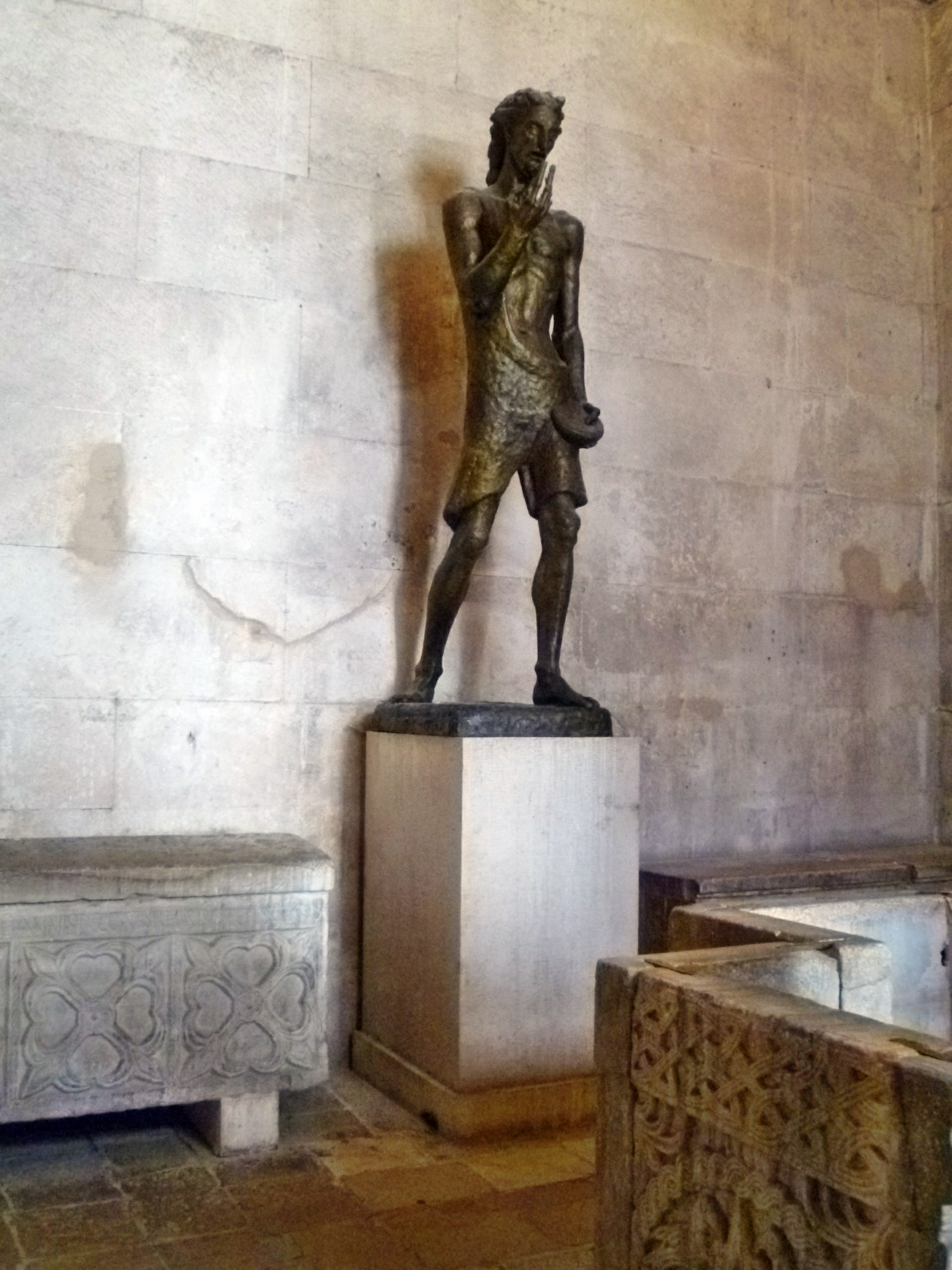
Святой Иоанн Креститель